# Halozetes littoralis
Halozetes littoralis är en kvalsterart som beskrevs av Wallwork 1970. Halozetes littoralis ingår i släktet Halozetes och familjen Ameronothridae. Inga underarter finns listade i Catalogue of Life.